# Sant Martí d'Avià
Sant Martí d'Avià és una església del municipi d'Avià protegida com a bé cultural d'interès local, seu de la parròquia d'Avià.

## Descripció
Església d'una sola nau sense absis i amb capelles laterals. El parament murari del cos de l'edifici és a base de grans carreus de pedra ben escairats i disposats en filades, i després arrebossat. Aquest difereix del del campanar, carreus polits, perfectament escairats i deixats a la vista; possiblement respon a una segona campanya constructiva. L'església està coberta a dues aigües amb teula àrab. La façana, força austera, és a la cara nord, i s'obre als carrers del poble. Destaca el campanar als peus de l'església, de planta quadrada i alçada considerable, amb obertures només a l'últim pis i amb una barana balustrada a manera de remat. Il·luminant el presbiteri hi ha dues petites obertures quadrades als laterals i, a la zona superior, un òcul. Adossada al mur de llevant trobem la rectoria, també del segle xviii.

## Història
L'església primitiva fou consagrada al gener del 907 pel bisbe Nantigís de la Seu d'Urgell. Fou edificada pel comte Guifré el Pelós i els seus seguidors. Fou el seu fill Miró el Jove qui la feu consagrar com a església de iam villam nominatam Avizano cum suis villaribus. El poble d'Avià va néixer al voltant de la parròquia de Sant Martí.
De l'església preromànica i romànica no en queda pràcticament res, només un capitell romànic molt malmès, conservat en un habitatge privat que es va edificar sobre l'església arruïnada.
Al segle xviii es va aixecar la nova parròquia fora del nucli històric.
Està situada a la zona més antiga de la població, prop de la casa del comú. L'actual església moderna és ja del s. XVIII, amb modificacions un segle posteriors. La rectoria s'usà com a presó al s. XVIII.
Durant la primera Guerra carlina, abans de la presa de Berga, a la rectoria d'Avià s'hi va instal·lar el quarter general carlí, i també el comte d'Espanya, que va ser destituït el 26 d'octubre de 1839 i fet presoner a la mateixa rectoria abans de ser assassinat a Pont d'Espia el 2 de novembre d'aquell mateix any.
La parròquia rebia part dels censos dels pagesos que depenien de la parròquia de St. Pere de Madrona.